# Vanillekipferl

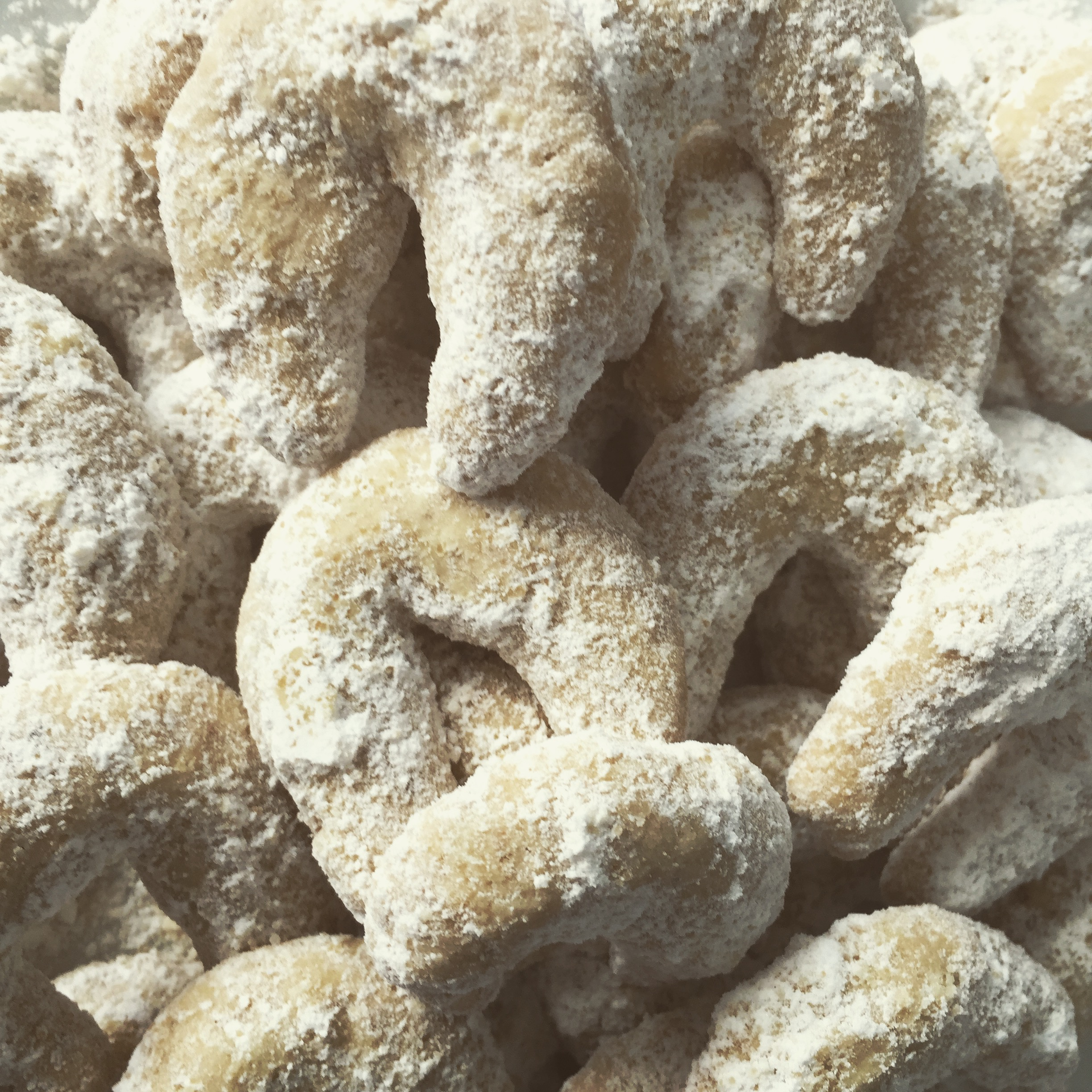
Vanillekipferl

Vanillekipferl sind ein traditionelles deutsch-österreichisch-böhmisches Weihnachtsgebäck in Kipferlform. Darüber hinaus zählen Vanillekipferl auch zum Teegebäck.
Hergestellt werden sie aus einem Mürbteig aus Mehl, Butter, Zucker und geriebenen Mandeln, oft auch geröstete Mandeln – je nach Region aber auch Walnüssen, Erdnüssen oder Haselnüssen. Einfacher wird das Formen der Hörnchen durch die Zugabe von Eigelb zum Teig, die Hörnchen werden dadurch besonders mürbe. Der Teig wird zu etwa fingerlangen Spindeln geformt, zu Kipferl gebogen, gebacken und anschließend entweder noch warm mit dem Mark von Vanilleschoten aromatisierten Staubzucker oder Zucker gewendet (Achtung: Dadurch können Vanillekipferl sehr klebrig werden). Alternativ lässt man die Vanillekipferl vollständig auskühlen und wälzt sie dann im mit Vanille aromatisierten Staubzucker. 